# Couverture électrique

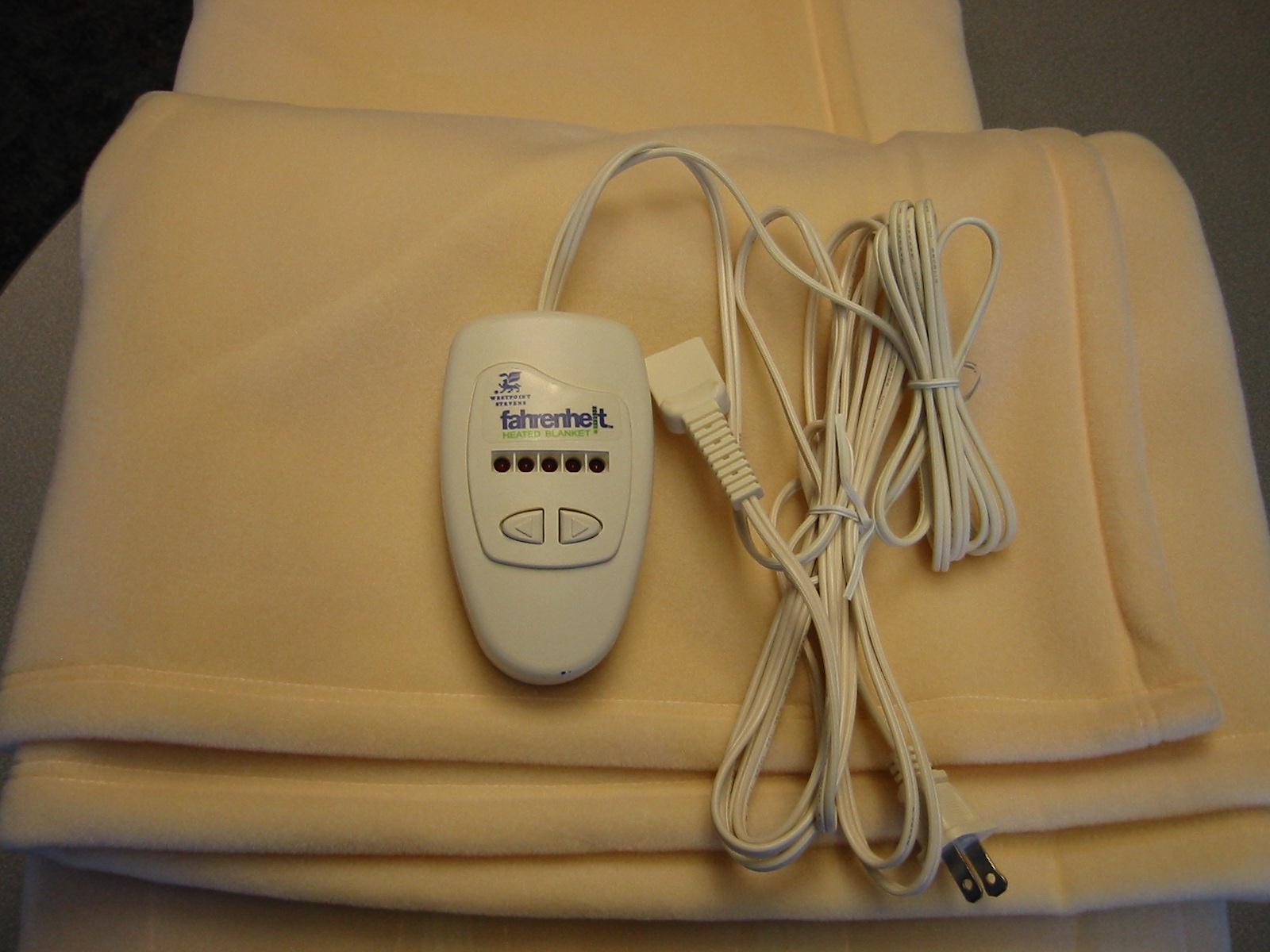
Une couverture chauffante.

Une couverture électrique (ou couverture chauffante) est une pièce de literie, soit une couverture soit un couvre-lit, à l'intérieur duquel est inséré un élément chauffant électrique. Elle peut être utilisée comme couverture de lit, ou plus simplement pour préchauffer ce dernier.
Aux États-Unis, il s'agit d'une couverture tandis qu'au Royaume-Uni et dans le Commonwealth, une couverture électrique se réfère à un couvre-lit.

## Description
Une couverture chauffante possède généralement une ou plusieurs commandes de contrôle de chaleur.
Certains modèles récents possèdent des fils en fibre de carbone. Ces couvertures fonctionnent avec un potentiel électrique de 24 volts (V) plutôt que les modèles usuels à 110 ou 240 V.

## Histoire
En 1912, le médecin américain Sidney I. Russell produit un ancêtre des couvertures électriques. Ces premières formes sont installées sous le lit, réchauffant vers le haut ce dernier. Les couvertures électriques recouvrant les personnes sont introduites aux États-Unis en 1937,.